# 93-as busz (Debrecen)
A debreceni 93-as jelzésű éjszakai autóbusz a Nagyállomás és az Auguszta között közlekedett körforgalomban teszt jelleggel. Útvonala során érintette a Kölcsey Központot, a Főnix Csarnokot és az Egyetemet.

## Története
A vonalat 2018. július 6-án indították el kísérleti jelleggel öt nyári hétvégén és szeptember közepén a korábbi szolgálati járatok meghirdetésével. Július 21-én és 22-én, a Campus Fesztivál ideje alatt nem közlekedett, ekkor „C” jelzésű éjszakai járatok vehetőek igénybe. Július 27-étől mind a két irányban a Piac utcán közlekedett.
Szeptember 19-étől 22-éig újra közlekedett, változatlan paraméterekkel. A 2018. november 1-jétől érvényes éjszakai menetrendben már nem szerepel.

## Útvonala
| Nagyállomás → Kölcsey Központ → Főnix Csarnok → Auguszta → Nagyállomás |
| --- |
| Nagyállomás vá. – Piac utca – Tisza István utca – Hatvan utca – Bethlen utca – Hunyadi János utca – Csapó utca – Árpád tér – Kassai út – Baksay Sándor utca – Nagyerdei körút – Klinikák – Pallagi út – Móricz Zsigmond út – Békéssy Béla utca – Böszörményi út – Füredi út – Dózsa György út – Csemete utca – Mester utca – Bethlen utca – Tisza István utca – Széchenyi utca – Piac utca – Petőfi tér – Nagyállomás vá. |

## Megállóhelyei
Az átszállási kapcsolatok között csak az 1 órán belül elérhető járatok vannak feltüntetve.
| 0  | Nagyállomás végállomás               |                    |
| 1  | Petőfi tér                           | 90Y, 92A, Airport2 |
| 2  | Piac utca                            | 90Y, 92A, Airport2 |
| 3  | Debreceni Törvényszék                | Airport2           |
| 3  | Tisza István utca                    |                    |
| 4  | Hatvan utca                          | Airport2           |
| 5  | Kölcsey Központ (Bethlen utca)       | Airport2           |
| 6  | Kölcsey Központ (Hunyadi János utca) |                    |
| 6  | Kálvin tér                           |                    |
| 7  | Csapó utca                           | 92A                |
| 8  | Berek utca                           | 92A                |
| 8  | Bercsényi utca                       | 92A                |
| 9  | Árpád tér                            | 92A                |
| 9  | Laktanya utca                        | 92A                |
| 10 | Főnix Csarnok                        | 92A                |
| 11 | Baksay Sándor utca                   |                    |
| 12 | Oláh Gábor utca                      |                    |
| 13 | Kardos utca                          |                    |
| 14 | Egyetem                              |                    |
| 15 | Klinikák                             | 92A                |
| 16 | Szociális Otthon                     | 92A                |
| 17 | Móricz Zsigmond út                   | 92A                |
| 18 | Auguszta                             | 92A                |
| 20 | Csokonai Vitéz Mihály Gimnázium      | 92A, Airport2      |
| 21 | Békéssy Béla utca                    | 92A                |
| 21 | Agrártudományi Centrum               | 92A                |
| 22 | Kertváros                            | 92A                |
| 23 | Domokos Lajos utca                   | 92A                |
| 24 | Dózsa György utca                    | 92A, Airport2      |
| 25 | Csemete utca                         | 92A, Airport2      |
| 26 | Jókai utca                           |                    |
| 27 | Hatvan utca                          |                    |
| 27 | Debreceni Ítélőtábla                 |                    |
| 28 | Kistemplom                           | 90Y, 92A           |
| 29 | Petőfi tér                           | 90Y, 92A           |
| 31 | Nagyállomás végállomás               | 90Y, 91Y, 92A S506 |